# 棟貞王
棟貞王（むねさだおう、生没年不詳）は、平安時代初期から前期にかけての皇族。大宰帥・葛井親王の子。官位は従四位上・武蔵権守。

## 経歴
文徳朝の斉衡3年（856年）二世王の蔭位により無位から従四位下に直叙される。しばらく散位であったが、清和朝前半は貞観6年（864年）下野守、貞観7年（865年）越中守と地方官を歴任し、貞観8年（866年）従四位上に昇叙される。のち、中務大輔に転じると、貞観12年（870年）次侍従と、清和朝後半は京官を歴任する。この間の貞観11年（869年）には貞明親王（のち陽成天皇）の立太子を告げるために、春宮大夫・南淵年名とともにを深草山陵（仁明天皇陵）・田邑山陵（文徳天皇陵）に派遣されている。
清和朝末の貞観18年（876年）皇族として初めて神祇伯に任ぜられると、一時期山城守の任官を挟んで、陽成朝から光孝朝にかけて神祇伯を務めた。
光孝朝末の仁和3年（887年）武蔵権守として再び地方官に転じている。

## 官歴
- 斉衡3年（856年） 正月7日：従四位下（直叙）
- 貞観6年（864年） 正月16日：下野守
- 貞観7年（865年） 正月27日：越中守
- 貞観8年（866年） 正月7日：従四位上
- 時期不詳：中務大輔
- 貞観12年（870年） 12月29日：次侍従
- 時期不詳：兼因幡権守
- 貞観18年（876年） 正月14日：神祇伯
- 元慶4年（880年） 2月5日：見山城守
- 元慶7年（883年） 7月13日：見神祇伯
- 仁和3年（887年） 5月13日：武蔵権守

## 系譜
- 父：葛井親王
- 母：不詳
- 生母不詳の子女
  - 女子：清和天皇更衣 - 貞純親王母[2]